# Airbus A320neo
Airbus A320neo — семейство улучшенных версий узкофюзеляжных пассажирских реактивных самолётов семейства Airbus A320, производимых Airbus. Аббревиатура «neo» означает «New Engine Option», то есть «Новый вариант двигателя».
Основное изменение заключается в установке новых двигателей, которые снизили расход топлива на 15 %, эксплуатационные расходы на 8 %, количество выбросов в воздух не менее чем на 10 % и уменьшили уровень шума по сравнению с классическими моделями серии А320. На самолёт устанавливаются один из двух типов двигателей: CFM International LEAP-1A или Pratt & Whitney PW1100G.
Также самолёт получил более комфортную кабину с новой планировкой, более комфортную для длительного пребывания. Многие приборы были переведены с аналоговых на цифровые.
Изменения были внесены и в планер, в том числе модифицировано крыло и изменена конструкция его законцовки для уменьшения индуктивного сопротивления. Для комфорта пассажиров был переработан салон самолёта: увеличено багажное отделение и улучшена система очистки воздуха.
Главным конкурентом семейства A320neo является семейство Boeing 737 MAX.

## История
1 декабря 2010 года Airbus официально объявил о начале работ над Airbus A320neo.
1 июля 2014 года состоялась выкатка первого экземпляра A320neo.
Первый полёт состоялся 25 сентября 2014 года с двигателями Pratt & Whitney PW1100G-JM из аэропорта Тулуза — Бланьяк.
21 января 2016 года авиакомпания Lufthansa получила первый серийный самолёт Airbus А320 neo.
Первым оператором лайнеров Airbus A320neo, Airbus A321neo и Airbus A321LR (семейство Airbus A321neo) в постсоветских странах стала казахстанская авиакомпания Air Astana.
В июле 2017 года авиакомпания S7 Airlines получила в первый экземпляр Airbus А320neo с двигателем Pratt & Whitney PW1100G-JM и стала первым его эксплуатантом в России.
В августе 2019 года авиакомпания «Уральские авиалинии» получила первый из семи A320neo (бортовой номер VP-BRX) с двигателями LEAP-1A производства CFM International.

## Конструкция самолёта

### Отличия A320neo от базовой модели

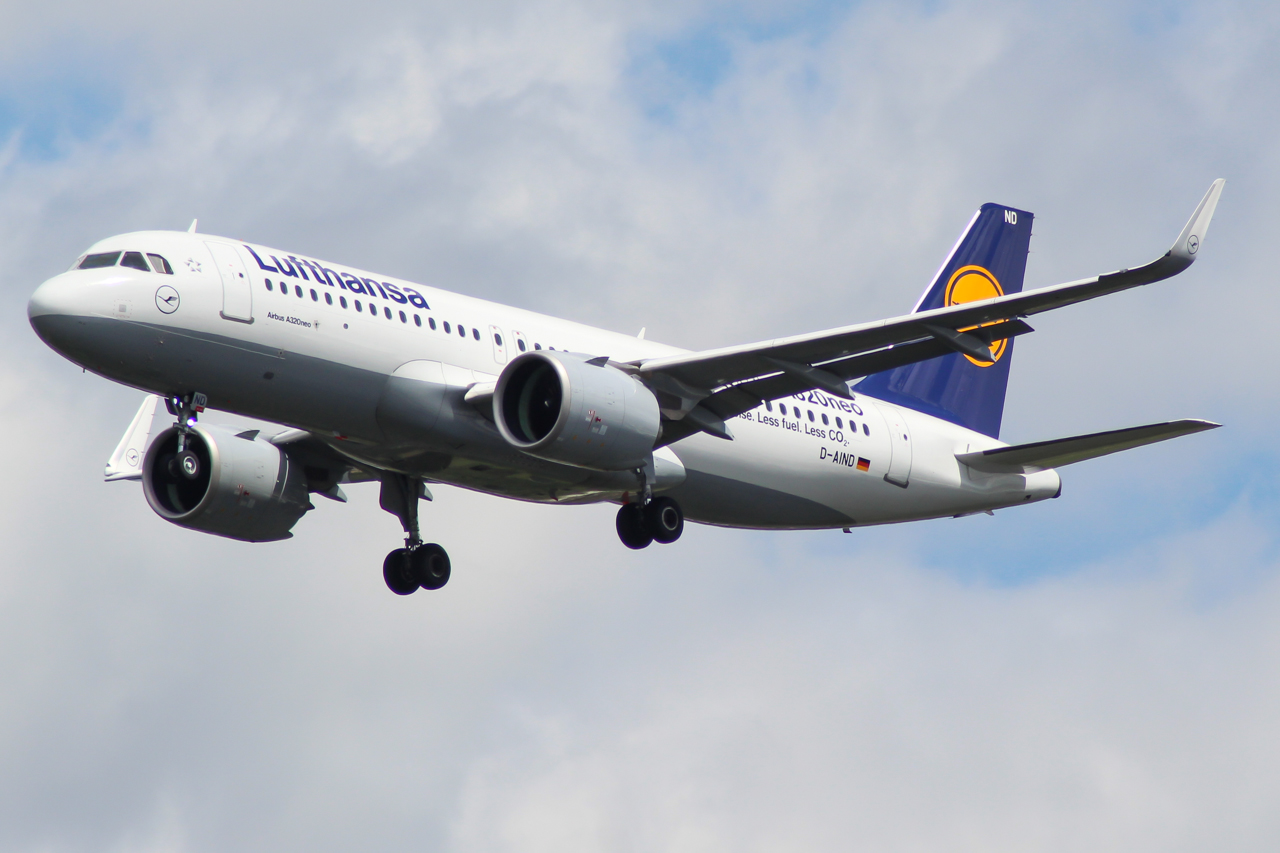
Airbus A320neo

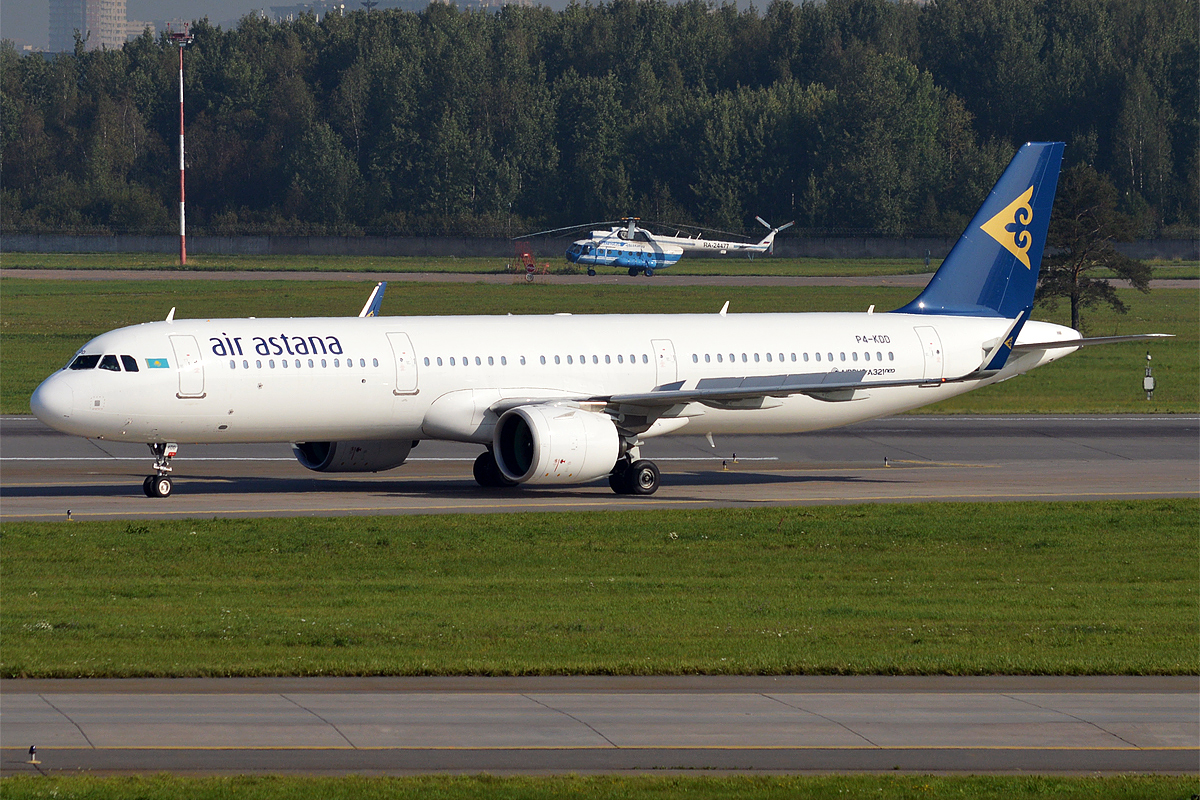
Airbus A321neo авиакомпании Air Astana в аэропорту Пулково, Санкт-Петербург.

A320neo имеет некоторые изменения по сравнению с A320. Заказчикам предложены двигатели CFM International LEAP-1A и Pratt & Whitney PW1100G. Новые двигатели на 16 % экономичнее старых, однако реальная экономия после установки на самолёт будет немного меньше, поскольку 1-2 % экономии обычно теряется при установке двигателей на существующую модель. Благодаря новым двигателям дальность полёта A320neo увеличилась на 950 км, а грузоподъёмность на две тонны по сравнению с базовой моделью. 15 ноября 2009 года концерн Airbus объявил о работах по изменению конструкции законцовки крыла с собственным патентованным наименованием Sharklets (Акулий плавник), которые начали устанавливать на самолёты семейств A320 (опционально) и A320neo (стандартно). В ноябре 2011 года был совершён первый испытательный полёт самолёта А320-200 с законцовками крыла обновлённой конструкции. На самолётах текущего семейства A320 они уменьшают расход топлива на 3,5 % и позволяют увеличивать максимальную нагрузку на 500 кг или дальность полёта на 190 км, благодаря чему выбросы углекислого газа уменьшатся на 700 т/год. Их установка также позволяет снизить на 220 тыс. долларов стоимость обслуживания одного самолёта.

### Конструкция планера
Планер А320neo более чем на 95 % схож с планером базовой модели, однако он выполнен с использованием новых материалов, таких как композиционные материалы и различные алюминиевые сплавы, что помогает сохранить вес и расход топлива прежними. Кроме того, предполагается уменьшение количества частей самолёта, что приведёт к снижению затрат на обслуживание.

### Салон

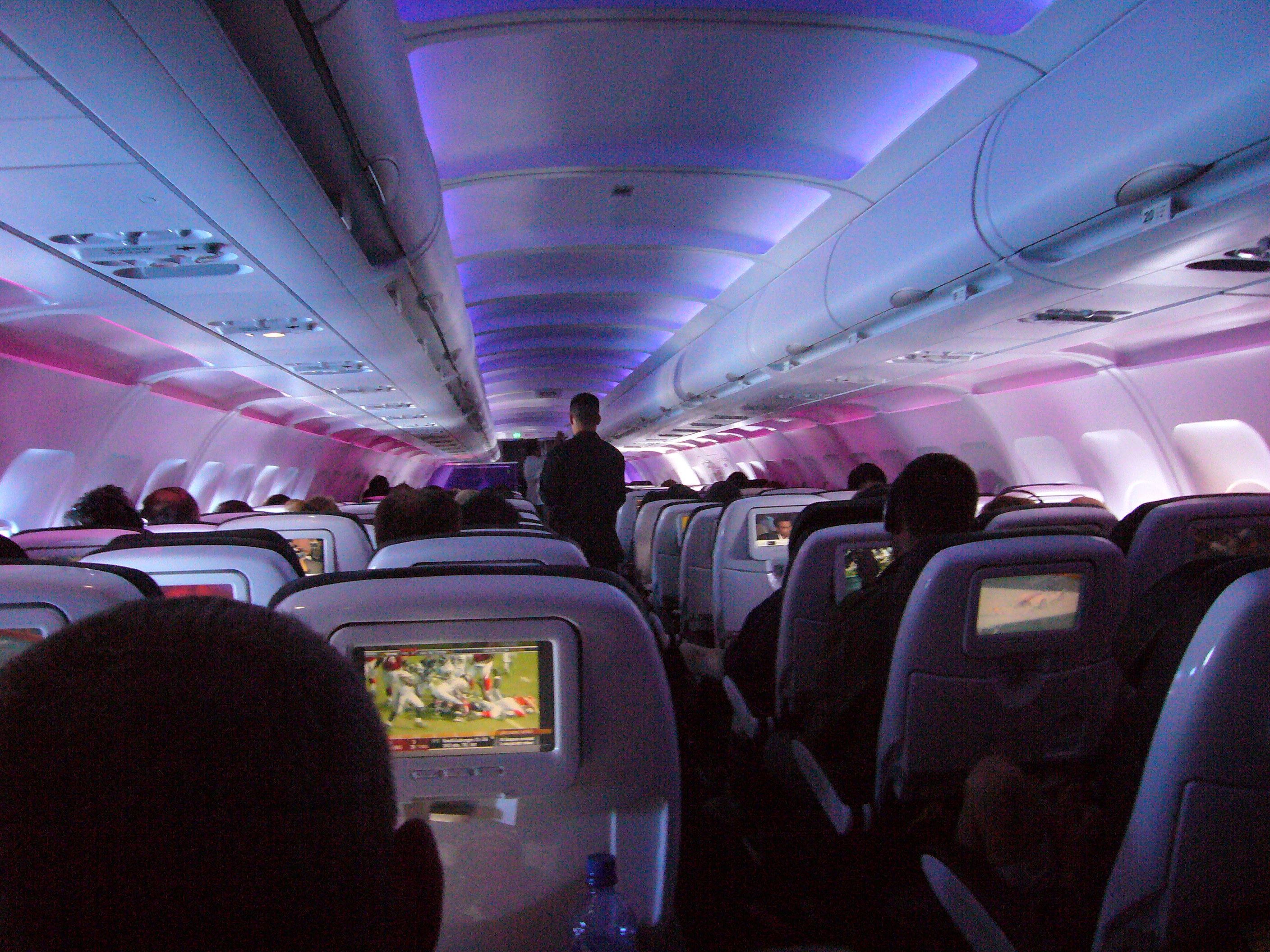
Модифицированный экономический класс A320 авиакомпании Virgin America со светодиодной подсветкой

В А320neo был увеличен багажный отсек, а также уменьшен уровень шума в салоне самолёта по сравнению с А320. Салон выглядит более современно, в нём широко применяется светодиодная подсветка. Для самой длинной версии A321neo, за счёт изменения конфигурации кабинного оборудования и конструкции пассажирских кресел, разработаны новые варианты компоновки салона, которые увеличивают максимальную пассажировместимость, при сохранении стандартного уровня комфорта, до 236 мест.

## Варианты лайнера
Airbus предоставляет три варианта самолётов семейства: A319neo, A320neo, A321neo.
- A319neo: первым заказчиком является Republic Airways.
- A320neo: начало эксплуатации в Lufthansa
- A321neo: Qatar Airways является стартовым заказчиком.[16]

### Характеристики самолёта
|                       | A319neo                                                                      | A320neo                                                                      | A321neo                                                                      |
| --------------------- | ---------------------------------------------------------------------------- | ---------------------------------------------------------------------------- | ---------------------------------------------------------------------------- |
| Экипаж                | Два пилота + четыре бортпроводника                                           | Два пилота + четыре бортпроводника                                           | Два пилота + четыре бортпроводника                                           |
| Пассажировместимость  | 156 (1 класс, максимум) 135 (1 класс, стандартно) 124 (2 класса, стандартно) | 180 (1 класс, максимум) 164 (1 класс, стандартно) 150 (2 класса, стандартно) | 236 (1 класс, максимум) 199 (1 класс, стандартно) 185 (2 класса, стандартно) |
| Крейсерская скорость  | 0,78 M (828 км/ч.)                                                           | 0,78 M (828 км/ч.)                                                           | 0,78 M (828 км/ч.)                                                           |
| Максимальная скорость | 0,82 M (871 км/ч.)                                                           | 0,82 M (871 км/ч.)                                                           | 0,82 M (871 км/ч.)                                                           |
| Дальность полёта      | 6950 км                                                                      | 6500 км                                                                      | 7400 км                                                                      |
| Двигатели (×2)        | CFM International LEAP-1A или Pratt & Whitney PW1100G                        | CFM International LEAP-1A или Pratt & Whitney PW1100G                        | CFM International LEAP-1A или Pratt & Whitney PW1100G                        |

Источник: Airbus,,Pratt & Whitney CFM International.

## Заказы

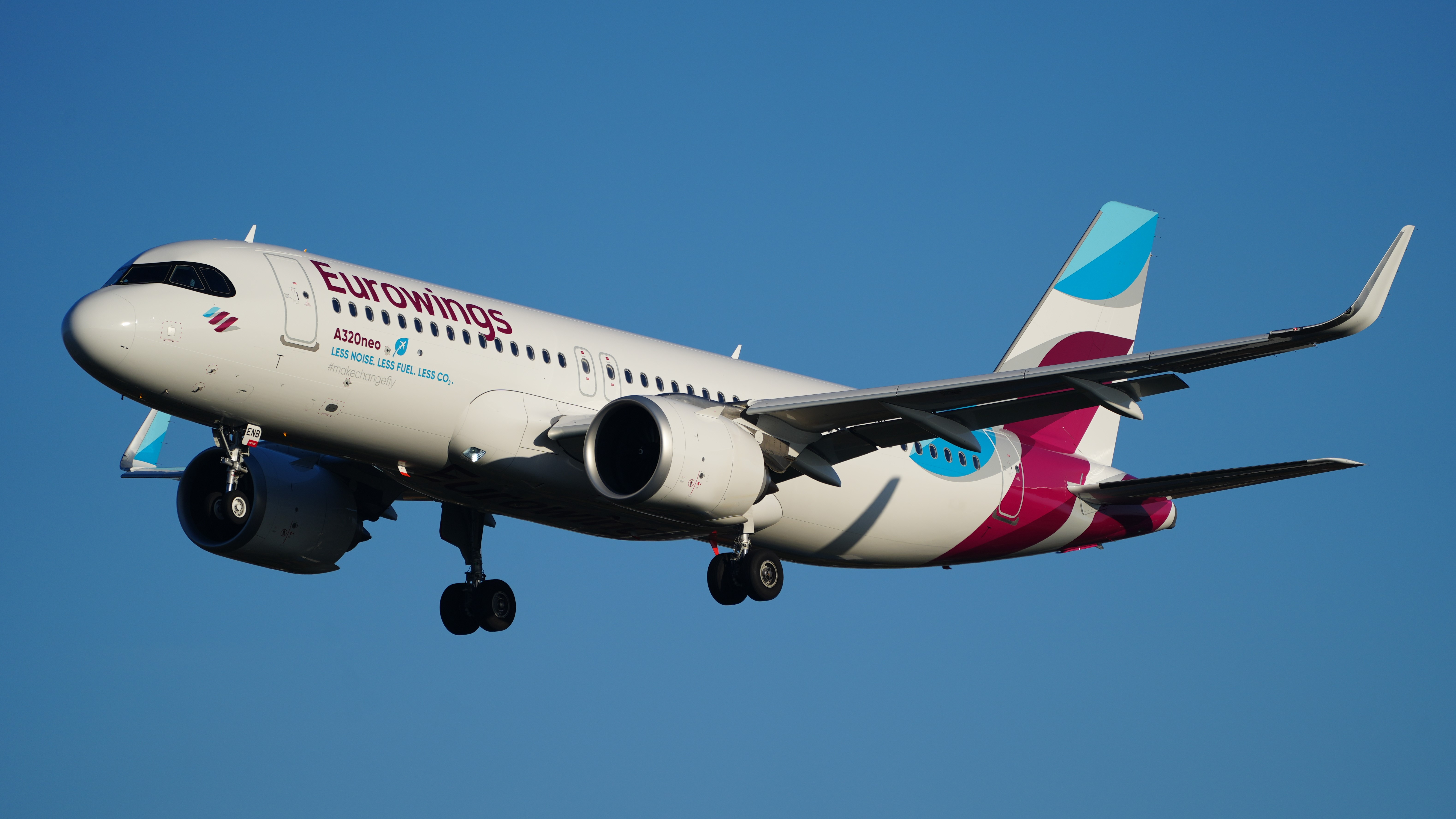
Airbus A320neo авиакомпании Eurowings

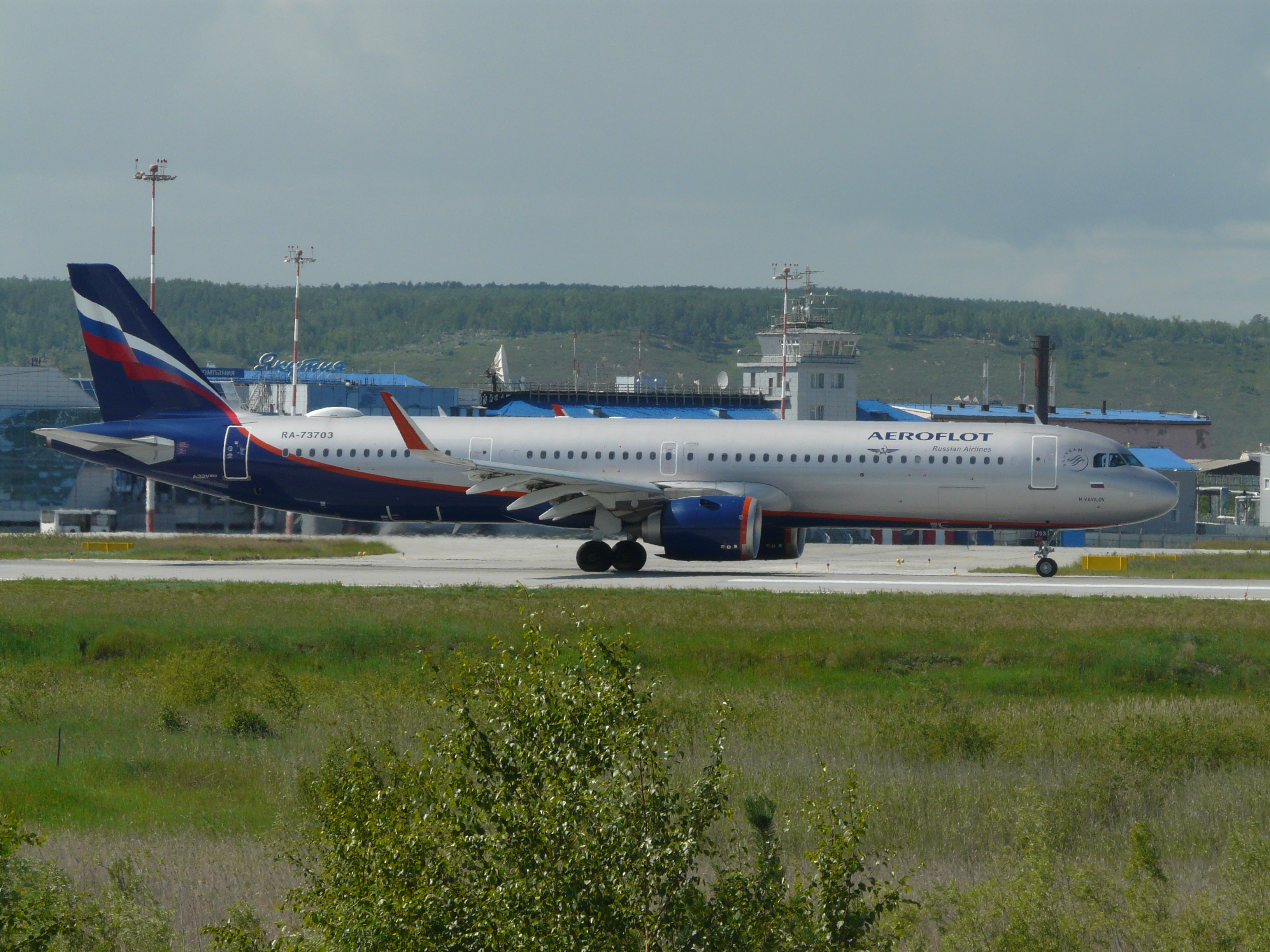
Airbus A321neo авиакомпании Аэрофлот

CFM — CFM International LEAP-1A
PW — Pratt & Whitney PW1100G
* — Для всех самолётов
| Дата          | Эксплуатант                             | A319 | A320 | A321 | Всего | CFM | PW  | Источник |
| ------------- | --------------------------------------- | ---- | ---- | ---- | ----- | --- | --- | -------- |
| 17.09.2014    | Swiss International Air Lines           |      | 15   |      | 15    |     |     | [ 20 ]   |
| 01.06.2014    | Air New Zealand                         |      | 13   | 13   | 26    |     |     | [ 21 ]   |
| 17.05.2014    | China Southern Airlines                 |      | 50   |      | 50    |     |     | [ 22 ]   |
| 05.05.2014    | Royal Brunei Airlines                   |      | 7    |      | 7     |     | *   | [ 23 ]   |
| 27.03.2014    | All Nippon Airways                      |      | 7    | 23   | 30    |     | *   | [ 24 ]   |
| 28.02.2014    | China Eastern Airlines                  |      | 70   |      | 70    |     |     | [ 25 ]   |
| 11.02.2014    | VietJetAir                              |      | 42   |      | 42    |     |     | [ 26 ]   |
| 19.11.2013    | Air Serbia                              |      | 10   |      | 10    |     |     | [ 27 ]   |
| 29.10.2013    | JetBlue                                 |      |      | 20   | 20    |     |     | [ 28 ]   |
| 14.07.2014    | VivaAerobus                             |      | 40   |      | 40    |     | *   | [ 29 ]   |
| 26.09.2013    | IAG (Vueling)                           |      | 32   |      | 32    |     |     | [ 30 ]   |
| 25.09.2013    | BOC Aviation                            |      | 4    | 8    | 12    |     |     | [ 31 ]   |
| 11.07.2013    | easyJet                                 |      | 100  |      | 100   |     |     | [ 32 ]   |
| 04.07.2013    | Syphax Airlines                         |      | 3    |      | 3     | *   |     | [ 33 ]   |
| 17.06.2013    | ILFC                                    |      | 50   |      | 50    | 20  | 30  | [ 34 ]   |
| 15.03.2013    | Turkish Airlines                        |      | 4    | 53   | 57    |     |     | [ 35 ]   |
| 14.03.2013    | Lufthansa                               |      | 35   | 35   | 70    |     |     | [ 36 ]   |
| 04.02.2013    | Air Lease Corporation                   |      |      | 14   | 14    |     |     | [ 37 ]   |
| 23.01.2013    | American Airlines                       |      |      | 130  | 130   |     |     | [ 38 ]   |
| 21.12.2012    | Citilink                                |      | 25   |      | 25    |     |     | [ 39 ]   |
| 19.12.2012    | BOC Aviation                            |      | 25   |      | 25    |     |     | [ 40 ]   |
| 18.12.2012    | Pegasus Airlines                        |      | 58   | 17   | 75    |     |     | [ 41 ]   |
| 17.12.2012    | Avolon                                  |      | 20   |      | 20    |     |     | [ 42 ]   |
| 25.03.2013    | Hawaiian Airlines                       |      |      | 16   | 16    |     | *   | [ 43 ]   |
| 18.03.2013    | Lion Air                                |      | 109  | 65   | 174   |     |     | [ 44 ]   |
| 13.12.2012    | AirAsia                                 |      | 64   |      | 64    |     |     | [ 45 ]   |
| 13.11.2012    | Interjet                                |      | 40   |      | 40    |     |     | [ 46 ]   |
| 08.11.2012    | TransAsia Airways                       |      |      | 6    | 6     |     |     | [ 47 ]   |
| 30.08.2012    | Middle East Airlines                    |      | 5    | 5    | 10    |     |     | [ 48 ]   |
| 30.08.2012    | ICBC Leasing                            |      | 20   |      | 20    |     |     | [ 49 ]   |
| 28.08.2012    | Philippine Airlines                     |      |      | 10   | 10    |     |     | [ 50 ]   |
| 09.07.2012    | Arkia Israel Airlines                   |      |      | 4    | 4     |     |     | [ 51 ]   |
| 08.06.2012    | Norwegian                               |      | 30   | 70   | 100   |     |     | [ 52 ]   |
| 06.06.2012    | Air Lease Corporation                   |      | 16   | 20   | 36    |     |     | [ 53 ]   |
| 01.02.2012    | Spirit Airlines                         |      | 45   |      | 45    |     |     | [ 54 ]   |
| 26.01.2012    | Avianca-TACA                            |      | 33   |      | 33    |     |     | [ 55 ]   |
| 27.12.2011    | Volaris                                 |      | 30   |      | 30    |     |     | [ 56 ]   |
| 01.12.2011    | Republic Airways Holdings               | 20   | 60   |      | 80    | *   |     | [ 57 ]   |
| 15.11.2011    | Aviation Capital Group                  |      | 30   |      | 30    |     |     | [ 58 ]   |
| 15.11.2011    | Qatar Airways                           | 6    | 30   | 14   | 50    |     | *   | [ 59 ]   |
| 14.11.2011    | ALAFCO                                  |      | 50   |      | 50    |     | *   | [ 60 ]   |
| 08.11.2011    | Republic Airways                        | 20   | 60   |      | 80    | *   |     | [ 57 ]   |
| 27.10.2011    | JetBlue Airways                         |      | 40   |      | 40    |     | *   | [ 61 ]   |
| 20.10.2011    | TAM Airlines                            |      | 22   |      | 22    |     |     | [ 62 ]   |
| 06.10.2011    | Qantas                                  |      | 78   |      | 78    | *   |     | [ 63 ]   |
| 10.08.2011    | Lufthansa                               |      | 25   | 5    | 30    |     | *   | [ 64 ]   |
| 10.08.2011    | CIT Group                               |      | 50   |      | 50    |     | *   | [ 65 ]   |
| 09.08.2011    | Garuda Indonesia (для Citilink)         |      | 10   |      | 10    | *   |     | [ 66 ]   |
| 08.08.2011    | Cebu Pacific                            |      |      | 30   | 30    |     |     | [ 67 ]   |
| 20.07.2011    | American Airlines                       | 130  | 130  | 130  | 130   |     |     | [ 38 ]   |
| 23.06.2011    | GoAir                                   |      | 72   |      | 72    |     | *   | [ 68 ]   |
| 23.06.2011    | AirAsia                                 |      | 200  |      | 200   | *   |     | [ 69 ]   |
| 22.06.2011    | LAN Airlines                            |      | 20   |      | 20    |     |     | [ 70 ]   |
| 22.06.2011    | IndiGo                                  |      | 150  |      | 150   |     | *   | [ 71 ]   |
| 21.06.2011    | TransAsia Airways                       |      |      | 6    | 6     |     |     | [ 72 ]   |
| 20.06.2011    | SAS                                     |      | 30   |      | 30    | *   |     | [ 73 ]   |
| 20.06.2011    | GECAS                                   |      | 60   |      | 60    | *   |     | [ 74 ]   |
| 27.04.2011    | International Lease Finance Corporation |      | 75   | 25   | 100   | 40  | 60  | [ 75 ]   |
| 29.12.2010    | Virgin America                          |      | 30   |      | 30    | *   |     | [ 76 ]   |
| 21.07.2017    | S7 Airlines                             |      | 13   | 3    | 16    |     | 4   | [ 77 ]   |
| 08.07.2019    | Уральские авиалинии                     |      | 3    | 2    | 5     | 3   |     | [ 78 ]   |
| 07.10.2019    | Аэрофлот                                |      | 19   | 10   | 29    |     |     | [ 79 ]   |
| 12.06.2021    | Nordwind Airlines                       |      |      | 2    | 2     |     |     |          |
| Всего заказов | Всего заказов                           | 46   | 2129 | 586  | 2891  | 664 | 629 |          |

## Конкуренция
Основным конкурентом самолётам семейства A320neo является линейка самолётов Boeing 737 MAX авиаконцерна Boeing. Определённую конкуренцию A320neo в будущем также могут составить перспективные семейства узкофюзеляжных ближне-среднемагистральных лайнеров, МС-21 и Comac C919.

## Инциденты
- 24 декабря 2018 года у A321neo, следовавшего по рейсу «Москва-Сочи», принадлежащий авиакомпании S7 Airlines (Авиакомпания Сибирь) в полёте отказал один двигатель. Самолёт успешно вернулся в аэропорт вылета[81].
- 17 декабря 2019 года у A320neo c регистрационным номером VQ-BCK, следовавшего по маршруту S7-5701 Новосибирск (Международный аэропорт Толмачево) - Бангкок (Аэропорт Суварнабхуми), принадлежащего авиакомпании S7 Airlines после часа полёта в районе посёлка Ак-Довурак (Тува) произошёл помпаж и возгорание двигателя. Самолёт со 150 пассажирами благополучно вернулся в аэропорт вылета, никто не пострадал[82].
- 18 января 2020 года двигатель самолёта А321neo авиакомпании S7 охватило огнём[83][84].
- 3 октября 2021 года у А320neo, принадлежащего авиакомпании Spirit произошло возгорание двигателя. Причиной послужило попадание птицы в правый двигатель. Никто не пострадал.[85]
- 2 декабря 2021 года на A321neo (VQ-BGU) авиакомпании S7, летевшего из Магадана в Новосибирск, произошло обледенение. Самолёт успешно приземлился в аэропорту Иркутска. Как стало известно, при подготовке самолёта к вылету была выполнена противообледенительная обработка только поверхностей крыла и стабилизатора воздушного судна. Удаление снега с поверхности фюзеляжа самолёта не производилось, что во время стоянки воздушного судна в течение 2,5 часов в условиях выпадения ливневого снега привело к скоплению на верхней поверхности фюзеляжа большого количества снега. После включения обогрева лобовых стёкол, произошло таяние снега и стекание образовавшейся воды по передней части фюзеляжа. Продолжающееся таяние снега на стёклах кабины самолёта в процессе руления в условиях отрицательной температуры наружного воздуха вызвало появление слоя намёрзшего льда в передней части фюзеляжа перед приёмниками полного давления (ППД). Эти наросты льда привели к искажению воздушного потока на входе в ППД после взлёта самолёта, что привело к отказу трёх систем воздушных сигналов, расхождению данных о скорости полёта, переходу системы управления в режим минимального функционирования, отключению автопилота и автомата тяги.
- 18 ноября 2022 года в аэропорту Хорхе Чавеса в Лиме A320neo CC-BHB авиакомпании LATAM Perú при разбеге столкнулся с выехавшей на ВПП пожарной машиной. В результате столкновения произошло разрушение правой консоли крыла с отделением двигателя и последующим возгоранием. Все 108 человек на борту самолёта выжили, 24 получили травмы. На земле из трёх находившихся в машине пожарных двое погибли, один получил ранения[86][87][88]. Получивший значительные повреждения самолёт был списан[89][90].
- 10 сентября 2023 года в аэропорту Чанги в Сингапуре с двигателем Pratt&Whitney A320neo B305J авиакомпании Air China произошёл пожар. Самолёт совершал рейс CA403 по маршруту Ченду-Сингапур. В полете экипаж подал сигнал 7700 из-за возгорания двигателя PW1100G. В салоне лайнера также произошло сильное задымление. После посадки экипаж объявил эвакуацию на ВПП аэропорта.